# フリッツ・ケーネッケ
フリッツ・ケーネッケ（Fritz Könecke、1899年1月16日 - 1979年3月26日）は、ドイツの実業家である。ドイツの自動車部品メーカーであるコンチネンタルと、同じく自動車メーカーであるダイムラー・ベンツで、取締役会会長を務めた。

## 経歴
ケーネッケはプロイセン王国ハノーファーのリンデンで小学校教師をしていた父の下に生まれた。

### コンチネンタル
ハノーファーの高等学校を卒業したケーネッケは、同地の地場企業であるコンチネンタル社で商務見習いとして働き始めた。
その後、学業に戻り、1922年にハンブルク大学で「戦後のドイツにおける石炭及び鉄鋼業の傾向」についての研究成果を発表した。
大学での研究を終えるとコンチネンタルに復帰し、1928年に同社の署名権者の一人となり、1934年に取締役、1940年に取締役会会長となった。
1941年にはナチ党から戦争経済指導者の一人に任命され、ケーネッケが率いるコンチネンタルも1942年にナチス・ドイツ政権の労働の美担当局から「模範企業」の認定を受けた。

### 第二次世界大戦後
1945年にドイツが敗戦し連合軍による軍政が始まると、コンチネンタルの経営は連合国によって任命された人物に引き継がれ、ケーネッケは詐欺罪で懲役刑に服することとなる。
連合国の非ナチ化プロセスのため、ケーネッケは仲裁室の審査にかけられたが、結論として1948年に「（ナチスによる）影響なし」と区分され、処罰を受けることはなかった。
ケーネッケは1949年に産業界に復帰し、コンチネンタルと同じゴム製品を扱うフェニックス社に加わった。

### ダイムラー・ベンツ
1952年春、ケーネッケはダイムラー・ベンツの取締役会の副会長に任命された。翌1953年2月、同社会長のハインリヒ・ヴァーグナーが急死したことに伴い、ケーネッケはその跡を引き継ぎ、同社の取締役会会長となった。
前任のヴァーグナーの就任はさらにその前任者であるヴィルヘルム・ハスペルが1952年初めに急死したことに伴うものであり、1年ほどの間に2度も経営者が変わるという状況だったが、ケーネッケはハスペルとヴァーグナーが道筋をつけた事業を堅実に引き継いだ。
ケーネッケは1960年までの7年間に渡ってダイムラー・ベンツを率い、その業績のひとつは同社を国際競争力のある会社に育てた（復帰させた）ことだと言われている。ケーネッケ時代のダイムラー・ベンツはインド、ブラジル、アルゼンチンに進出して自社工場を建設し、これによって同社はその後の重要な輸出市場への足場を得ることとなった。戦時中に工場のほとんど全てを失ったダイムラー・ベンツ社は、ケーネッケの在任中にかつての地位を取り戻し、ドイツの全ての会社の中でも3番目に大きな売り上げを誇る企業となった。

### 引退
ケーネッケは1960年に一人息子を亡くし、それを機に同年にダイムラー・ベンツを辞し、以降は隠居生活を送った。
1979年に死去し、その遺体はシュトゥットガルト森林墓地に葬られた。

## 栄典
- 1953年・名誉博士（ベルリン工科大学）
- 1969年・大功労十字章（ドイツ連邦共和国功労勲章）